# Ács Noémi
Ács Noémi (Tiszafüred, 1991. március 20. –) labdarúgó, középpályás. Az Astra Hungary FC játékosa.

## Pályafutása

### Klubcsapatban
A Debreceni VSC csapatában mutatkozott be az élvonalban. 2007 óta az MTK labdarúgója. A 2010 tavaszán kölcsönben a Pécsi MFC csapatában szerepelt. 2010 nyarától a Femina együtteséhez került kölcsönjátékosként. A 2012–13-as idény tavaszi szezonjától kezdve az Astra igazolt játékosa lett.

## Sikerei, díjai
- Magyar bajnokság
  - 2.: 2008–09, 2012–13
  - 3.: 2006–07, 2007–08
- Magyar kupa
  - győztes: 2010
  - döntős: 2008, 2009, 2013